# 吹越滿
吹越滿（1965年2月17日—），日本男演員，青森縣出身，身高173厘米，隸屬jedeconn。

## 簡歷
1984年加入劇團WAHAHA本舖，直至1999年1月退出。在劇團期間以及退團後均演出過不少角色，其中最知名的是在《冰冷熱帶魚》中飾演一個本性善良的熱帶魚店老闆，但之後因被同行陷害而變成冷血殺手。另外，他在長壽刑事劇警視廳搜查一課9係中飾演一名容易失控的警察亦為人所共知。

## 個人生活
1994年12月24日，與演員廣田玲央名結婚，二人育有一子，直至2005年12月12日離婚，兒子撫養權歸妻子。2012年二人再婚，但於2016年12月再度離婚。他現時所屬的事務所由廣田玲央名擔任董事。

## 戲劇作品

### 電影
- 鶇（1990年）：飾 流氓首領
- 三姊妹偵探團（1995年）：飾 郵差
- アタシはジュース（日语：アタシはジュース）（1996年）：飾 店長
- 卡美拉2 雷吉翁襲來（1996年）：飾 帶津
- ご存知!ふんどし頭巾（日语：ご存知!ふんどし頭巾）（1997年）：飾 赤森塔壹
- 愛與時尚（1998年）：飾 ヨシムラ
- Samurai Fiction（日语：SF サムライ・フィクション）（1998年）：飾 犬飼平四郎
- 冰天雪地（2000年）：飾 笠原義人
- episode 2002 Stereo Future（2001年）：飾 黑木涼
- 赤影（日语：RED SHADOW 赤影）（2001年）：飾 半月
- 菜鳥先生（日语：ミスター・ルーキー）（2002年）：飾 矢部
- 黃昏清兵衛（2002年）
- LIMIT OF LOVE 海猿（2006年）
- 手紙(2006年)
- 旭山動物園物語 ペンギンが空をとぶ（2009年）
- 出租天使（2009年）
- BALLAD 無名的戀曲（2009年）：飾 仁右衛門
- 冰冷熱帶魚（2010年）
- 庸才（台譯：不道德的秘密）（2011年）
- アンフェア the answer（2011年）
- （2011年）
- 宇宙兄弟（2012年）
- 惡之教典（2012年）

### 電視劇
- 新聞女郎（1998年）：飾 秋吉直人
- YASHA-夜叉-（2000年）：飾 伊東泰之
- 北條時宗（2001）：飾 宗尊親王
- 太陽的季節（2002年）：飾 津川伊織
- 巷說百物語 狐者異（2005年）
- 黑革記事本特別篇～白色的陰影（2005年）：飾 白木淳三
- 警視廳搜查一課9係系列（2006年－2017年）：飾 青柳靖
- 冰點（2006年）：飾 佐石土雄
- 令人討厭的松子的一生（2006年）：飾 小野寺保
- 逐漸晴朗（2007年）
- 女帝（2007年）：飾 香田譲司
- 怨恨屋本舖 特別篇 家族之闇影 怪物家族（2008年）：飾 坂下守
- 人生補時（2008年）：飾 龍崎組組長 龍崎秀雄（第7集）
- 音樂孩子王（2009年）：飾 安斉遼二
- 必殺仕事人2009（2009年）：飾 平吉（第3集）
- Voice～來自亡者的聲音（2009年）：飾 岡原浩介（第5集）
- 平凡的奇蹟（2009年）：飾 立川
- 破案天才奇娜 （2009年）：飾 宮下清和（第五集）
- 同窗會～Love Again症候群（2010年）：飾 宮澤誠一郎
- 祕密（2010年）：飾 梶川幸廣
- 幻夜（2010年）：飾 浜中洋一
- 小汪刑事（2011年）：飾 小松原勇氣
- 來自櫻花的信 ～AKB48 各自的畢業故事～（2011年）：飾 小嶋陽三
- 養狗這回事（2011年）：飾 野崎誠吾
- 仁者俠醫 完結篇（2011年）：飾 坂東吉十郎
- 深夜食堂 2（2011年）：飾 鈴木（第6集）
- 使命與心的極限（2011年）：飾 七尾行成
- HUNTER～那些女子，賞金獵人～（2011年）：飾 中村信夫（第7集）
- 命運之人（2012年）：飾 坂元勲
- 澪之料理帖#朝日電視台版（2012年）：飾 旁白
- 小海女（2013年）
- LAST HOPE（2013年）：飾 益田浩二
- 女信長（2013年）：飾 毛利輝元
- 破案蜥蜴（2013年）：飾 山根憲二
- 軍師官兵衛（2014年）：飾 足利義昭
- 我存在的時間（2014年）：飾 谷本醫師
- LEADERS（2014年）：飾 兒島正彥
- Partners by Blood菜鳥警探 我兒子（2014年）：飾 稲木俊文
- White Lab～警視廳特別科學搜查班～（2014年）：飾 石田隆弘（第2集）
- 今天不上班（2014年）：飾 立花貴昭
- 問題餐廳（2015年）：飾 土田数雄
- REPLAY & DESTROY（2015年）：飾 富田正行
- 職場新女王（2015年）：飾 浅野誠
- 釣魚迷日記～新入員工 濱崎傳助～（2015年）：飾 佐佐木和男
- SPECIALIST SP 4（2015年）：飾 滝道博喜
- SPECIALIST（2016年）：飾
- 精靈守護者（2016年）：飾 ガカイ
- 鐵證懸案～真相之門～（2016年）：飾 森永顯彰（第1集）
- 女城主直虎（2017年）：飾 小野政直
- 偵探·日暮旅人（2017年）：飾 白石孝德
- 偵探物語（2017年）：飾 仲井隆
- 黑薔薇 刑事課強行犯係 神木恭子（2017年）：飾 槙春彥
- UNNATURAL（2018年）：飾 烏田守檢查官
- 特搜9系列（2018年－2025年）：飾 青柳靖
- 直到雨停的那一天（2018年）：飾 天竺要
- 韋馱天～東京奧運故事～（2019年）
- Innocence 冤罪律師（2019年）：飾 有珠田義信
- 騎士龍戰隊龍裝者（2019年）：飾 龍井尚久\勢鬥\龍裝棕
- 明察小會計（2019年）：飾 新発田英輝（會計部 部長）
- 死役所（2019年）：飾 蓮田栄山
- 作家刑事 毒島真理（2020年）：飾 麻生警部
- AV帝王2（2021年）：飾 白石
- 新聞記者（2022年）： 飾 北村賢一
- First Penguin!（2022年）：飾 磯田高志
- 核災日月（2023年）：飾 脇谷（原子力安全保安院院長）
- 怎麼辦家康（2023年）：飾 毛利輝元
- 潛入兄妹 特殊詐欺特命搜查官（2024年）：飾 玄武 / 六角大吾
- 私人銀行家（2025年）：飾 伊勢崎大和
- TOKAGE 警視廳特殊犯搜查組（2025年）：飾 相馬徹郎

## 外部連結
- FROM FIRST PRODUCTION網頁內的個人檔案（页面存档备份，存于）
- 吹越滿在互联网电影资料库（IMDb）上的資料（英文）